# ALR Piranha
Die ALR Piranha war Ende der 1970er Jahre die Projektstudie eines leichten Mehrzweckkampfflugzeuges mit Entenflügeln der Schweizer Arbeitsgruppe für Luft- und Raumfahrt (ALR). Die Leitung des Projekts lag bei Georges Bridel, einem Ingenieur der ETH Zürich.

## Geschichte

Größenvergleich der Piranha mit SEPECAT Jaguar und McDonnell Douglas F-15

Am 28. August 1981 wurde die Arbeitsgruppe für Luft- und Raumfahrt ALR als Verein im Handelsregister eingetragen. Rund 20 Jahre nach dem Ende des letzten Projekts FFA P-16 für ein Kampfflugzeug aus der Schweiz unternahm die Luftfahrtindustrie und die ETH Zürich mit der ALR Piranha einen Versuch, ein eigenes Schweizer Kampfflugzeug zu entwickeln.
Die Projektstudie entstand vor dem Hintergrund, dass die Ausrüstung der Luftstreitkräfte mit modernem Fluggerät in den 1960er und 1970er Jahren für kleine Staaten immer problematischer wurde. Die Verteuerung des Fluggeräts und dessen Bewaffnung ließ die Flottengrößen schrumpfen und ihre Leistungsfähigkeit im Kampfeinsatz fraglich werden. Im Gegensatz zu einer kleinen Zahl von Hochleistungsflugzeugen sah man deshalb eine größere Flotte von leichten Kampfflugzeugen eher in der Lage, den Abwehrkampf mit dem Heer längere Zeit führen zu können. Es sollte aber auch ein weitgehend homogener Bestand erreicht werden, indem man ein Muster in möglichst vielen Varianten baute. Dies bedeutete, dass das Flugzeug bei gleichbleibender Grundausrüstung für Luft- und Erdkampf, Aufklärung, elektronische Kriegführung und Einsatztraining verwendet werden sollte. Es sollte also ein kleines Jagdflugzeug entwickelt werden, mit gegenüber der F-5E deutlich reduzierten Abmessungen (20 % kleinere Oberfläche).
Die ALR Piranha wäre mit Avionik, Radar, Bewaffnung und Motoren aus dem Ausland ausgerüstet worden. Aufgrund einer starren einläufigen 30-mm-Revolverkanone vom Typ Oerlikon KCA auf der Rumpfunterseite wäre das Bugrad leicht versetzt gewesen; das Hauptfahrwerk wurde im Stil einer F-16 konstruiert. Vor dem Cockpit wäre ein IR-Suchsensor angebracht gewesen. Die Luftbremsen hätten sich bei der einmotorigen Version an den Seiten des Hinterrumpfs befunden, bei der zweimotorigen Version wären zwei Luftbremsklappen auf dem Oberrumpf neben dem Seitenleitwerk angebracht worden.
Markantes Gestaltungsmerkmal waren die hoch am Rumpf angeordneten Deltaflügel mit internen Kraftstofftanks und die Lenkwaffenträger an der Flügelspitze für Lenkwaffen in der Gewichtsklasse der AIM-9. Außerdem waren zwei Flügelpylone vorgesehen, bei denen der innere fähig wäre, einen Doppelwaffenträger aufzunehmen. Diese könnten schwere Luft-Luft- oder Luft-Boden-Lenkwaffen tragen, auch Zusatztanks oder Luftprobensammlungsbehälter wären möglich; für die 2-Sitzer-Version war das Vista5 Stör-System von Ericsson vorgesehen. Der Rumpfpylon zwischen dem Hauptfahrwerk hätte externe Zusatztanks oder Schleppzielbehälter aufnehmen können.
Die ALR Piranha sollte in einer einstrahligen Version, angetrieben von einem Turbo-Union RB199 oder Adour Mk 811, oder in einer zweistrahligen Version mit zwei Larzac 04 gebaut werden. Bei der zweistrahligen Version wäre nur der hintere Rumpfteil in Bezug auf die Grösse und die Anordnung von Bremsschirmbehälter und Luftbremsen unterschiedlich zur einstrahligen Version gewesen.
Es wurden Konstruktionszeichnungen erstellt sowie Windkanaltests in Emmen und Flugversuche mit ferngesteuerten Modellflugzeugen durchgeführt. Es wurde eine Cockpitattrappe in Echtgrösse erstellt sowie ein neues Konzept für Flugzeugbunker entworfen, die eine drehbare Abstellfläche im Boden für ein einfaches Handling des Flugzeugs aufwiesen. Die Schweizer Regierung war an dem Projekt allerdings nicht interessiert und letztendlich wurde weder ein Prototyp noch einer der Flugzeugbunker gebaut.
Ein Windkanalmodell des ALR Piranha 2 befindet sich in der Halle 2 des Flieger-Flab-Museum in Dübendorf.

## Varianten
Piranha 1Unterschall-Version
Piranha 2Ceinstrahlige Version für Erdkampf, ein Adour Mk 811 (RT172-58) Turbofan-Triebwerk (24,6 kN bzw. 37,4 kN mit Nachbrenner), ohne Radar, kleiner Flügel (13,5 m²)
Piranha 2D (1)einstrahlige Version für Luftüberlegensheitsjagd, ein Adour (RT172-63) Turbofan-Triebwerk (29,2 kN bzw. 44,9 kN mit Nachbrenner), volle Avionik, kleiner Flügel (13,5 m²)
Piranha 2D (2)wie Piranha 2D (1), aber mit großem Flügel (16 m²)
Piranha 4zweistrahlige Version, zwei Larzac M-74/05 Turbofan-Triebwerke (15 % mehr Schub bei Überschallgeschwindigkeit als RT172-63), kürzerer und breiterer Rumpf
Piranha 5zweistrahlige Version, zwei Garrett/Volvo TFE 1042-7 Turbofan-Triebwerke (18,4 kN bzw. 30,2 kN mit Nachbrenner)
Piranha 6einstrahlige Version, ein Turbo-Union RB199 Mk. 104

1 Sitzer und 2 Sitzer mit 2 Triebwerken
1 Sitzer und 2 Sitzer mit 1 Triebwerken, 2 Sitzer mit 2 Triebwerken

## Technische Daten
- Bewaffnung: 1 × Kanone (30 mm KCA, Mauser 27 mm, General Electric GE-430 30 mm) Piranha 6 / Piranha 4 / Piranha 2D (2) / Piranha 2D (1)
- Länge: 11,57 m / 10,50 m / 10,7 m / 10,7 m
- Spannweite: 7,62 m / 6,49 m / 6,49 m / 6 m
- Höhe: 4,25 m / 4,12 m
- Flügelfläche: 22 m² / 16 m² / 16 m² / 13,5 m²
- Flügelstreckung: 2,64 / 2,63 / 2,63 / 2,67
- Leermasse: 4.340 kg / 3.800 kg
- max. Kraftstoff: 2.160 kg +
- normale TOW: 7.040 kg / 5.900 kg
- max. TOW: 10.000 kg
- Höchstgeschwindigkeit: Mach 1,8 / Mach 1,6
- max. Steigrate: 18.000 m/min
- Gipfelhöhe: 16.800 m
- Startstrecke: 300 m / 450 m
- Kampf-Radius, lo-lo-lo, 2.000 kg Waffenlast, 20 min Reiseflug, 5 min Kampfeinsatz: 400 km 300km
- Bordelektronik
  - Zunächst Ferranti FIN 1020nav / Angriff, Typ 105D Laser-Entfernungsmesser, Smiths HUD, Thomson-CSF Agave Radar.
  - Später Ferranti FINAS 2000 INS, Ferranti 4510 HUD, Typ 105D Laser-Entfernungsmesser, Emerson APG-69, General Electric APG-67 oder Blue Vixen Radar.